# Machacón

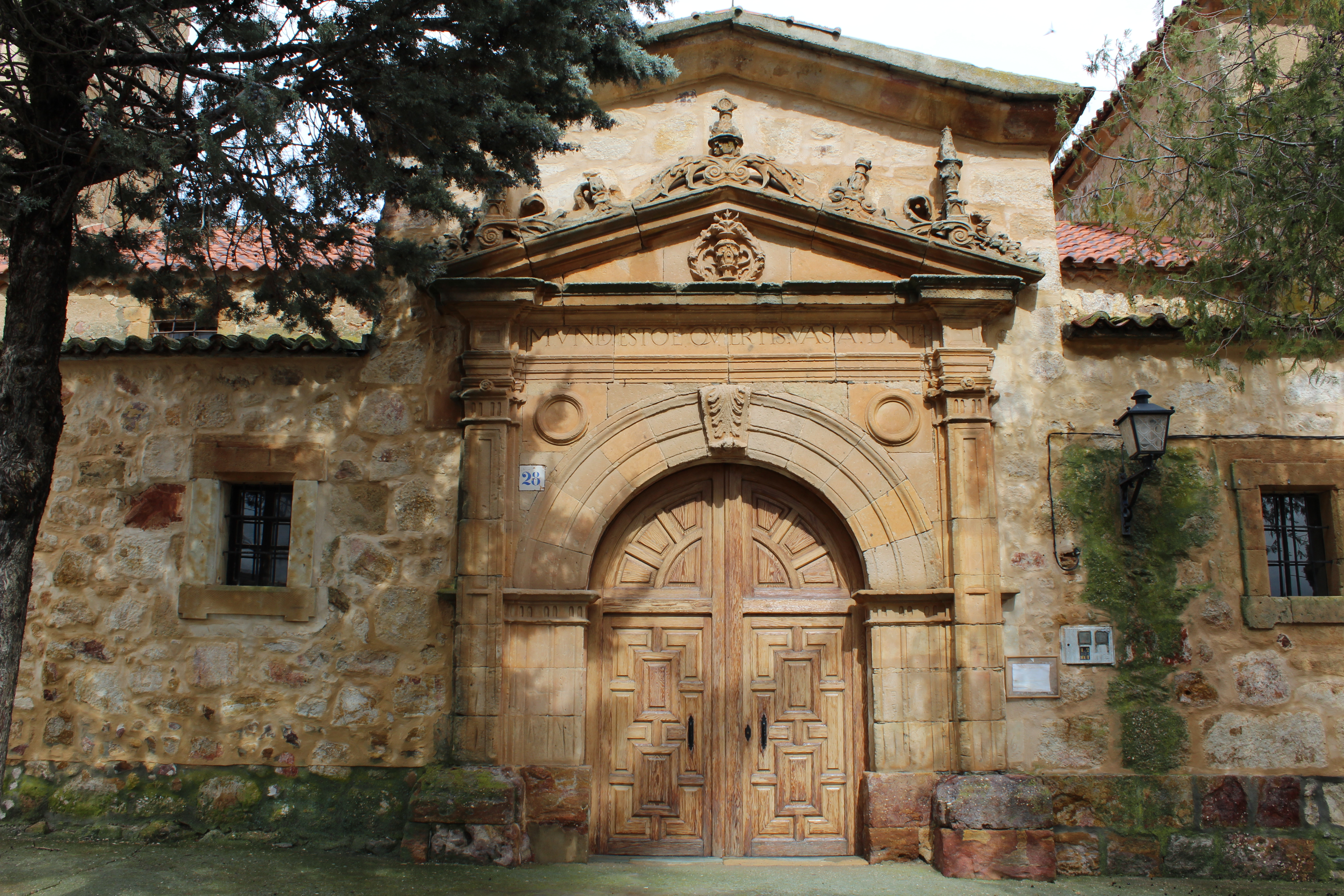
Entrada de la iglesia

Machacón es un municipio y localidad española de la provincia de Salamanca, en la comunidad autónoma de Castilla y León. Se integra dentro de la comarca del Campo de Salamanca (Campo Charro). Pertenece al partido judicial de Salamanca.
Su término municipal está formado por las localidades de Francos Viejo, Machacón y Nuevo Francos, ocupa una superficie total de 18,69 km² y según los datos demográficos recogidos en el padrón municipal elaborado por el INE en el año 2017, cuenta con 449 habitantes.

## Historia
Machacón fue fundado en la Edad Media por los reyes leoneses en la Edad Media, quedando adscrito al cuarto de Peña del Rey de la jurisdicción de Salamanca, dentro del Reino de León Con la creación de las actuales provincias en 1833, Machacón quedó encuadrado en la provincia de Salamanca, dentro de la Región Leonesa.
Nuevo Francos fue construido en 1963 por el Instituto Nacional de Colonización para la explotación de los regadíos del Canal de Villagonzalo.

## Geografía humana

### Demografía
Cuenta con una población de 445 habitantes (INE 2024).
| Gráfica de evolución demográfica de Machacón entre 1842 y 2021 |
| |
| Población de derecho según los censos de población del INE Población de hecho según los censos de población del INEEntre el censo de 1857 y el anterior, crece el término del municipio porque incorpora a 375018 (Francos) |

### Núcleos de población
El municipio se divide en tres núcleos de población, que poseían la siguiente población en 2017 según el INE.
| Núcleo de población | Población |
| ------------------- | --------- |
| Machacón            | 258       |
| Nuevo Francos       | 175       |
| Francos Viejo       | 26        |

## Administración y política
| Partido político                              | 2019  | 2019  | 2019       | 2015  | 2015  | 2015       | 2011  | 2011  | 2011       | 2007  | 2007  | 2007       | 2003  | 2003  | 2003       |
| Partido político                              | %     | Votos | Concejales | %     | Votos | Concejales | %     | Votos | Concejales | %     | Votos | Concejales | %     | Votos | Concejales |
| Partido Popular (PP)                          | 75,94 | 243   | 6          | 67,41 | 213   | 5          | 44,51 | 146   | 4          | 35,02 | 111   | 2          | 47,83 | 165   | 4          |
| Partido Socialista Obrero Español (PSOE)      | 15,00 | 48    | 1          | 30,06 | 95    | 2          | 16,16 | 53    | 1          | 24,92 | 79    | 2          | 47,83 | 165   | 3          |
| Ciudadanos (Cs)                               | 5,31  | 17    | 0          | —     | —     | —          | —     | —     | —          | —     | —     | —          | —     | —     | —          |
| Coalición SI por Salamanca (SI)               | —     | —     | —          | —     | —     | —          | 18,60 | 61    | 2          | —     | —     | —          | —     | —     | —          |
| Unidad Regionalista de Castilla y León (URCL) | —     | —     | —          | —     | —     | —          | 9,15  | 30    | 0          | —     | —     | —          | —     | —     | —          |
| AIM                                           | —     | —     | —          | —     | —     | —          | 8,54  | 28    | 0          | —     | —     | —          | —     | —     | —          |
| Unión del Pueblo Salmantino (UPSa)            | —     | —     | —          | —     | —     | —          | —     | —     | —          | 36,91 | 117   | 3          | —     | —     | —          |

## Monumentos y lugares de interés
- Iglesia de San Benito

- Iglesia de San Cipriano, pequeño templo de orígenes románicos (Francos)